# Carajás (peuple)
Pour les articles homonymes, voir Carajas.
Les Carajás ou Karajá (iny mahãdu ou bero mahãdu dans la langue locale) sont un peuple autochtone vivant en Amazonie brésilienne.

## Territoire
Le peuple Carajá vit dans une zone longue de 290 km au centre du Brésil, dans les États du Goiás, du Mato Grosso, du Pará et du Tocantins. Il réside actuellement dans 29 villages de la vallée du rio Araguaia, près des lacs et des affluents de l'Araguaia et rio Javaés (pt), et sur l'île du Bananal.

## Démographie
Au début du XXe siècle, il y avait 45 000 Carajás. En 1999, leur nombre est estimé entre 2 500 et 3 000, en 2005 un recensement donne 2 927 individus.

## Histoire
La tribu est découverte par les explorateurs européens en 1673. En 1811, l'empire du Brésil, basé à Rio de Janeiro, entre en guerre contre les Carajás et les tribus voisines. Les Carajás et les Xavántes ripostent en détruisant le Presidio de Santa Maria do Araguia en 1812. Au milieu du XXe siècle, la tribu est supervisée par le bureau fédéral des Indiens, le Serviço de Proteção aos Índios ou SPI du Brésil.
Dans les années 1980 et 1990, le chef de la communauté Carajá, Idjarruri Karajá, fait campagne pour améliorer l'éducation, les droits fonciers et les possibilités d'emploi pour la tribu. En 1997, il apporte également l'électricité et les télécommunications aux Carajás.

## Langue
La langue carajá (pt) fait partie du groupe macro-jê, qui comprend 32 langues d'Amérique du Sud, principalement du Brésil.

## Économie
Bien qu'ils soient connus comme l'une des tribus les plus pauvres du Brésil, les Carajás sont autosuffisants. Leur subsistance est basée sur l'agriculture et l'artisanat. Les cultures sont diversifiées et comprennent bananes, haricots, manioc, maïs, arachides, pommes de terre, pastèques et igname. La pêche et la chasse sont également très développées. L'artisanat se concentre autour de petits objets tels que les poupées en céramique fabriquées pour l'exportation.

## Art et culture
Les Carajás sont très mobiles. Les familles construisent souvent des camps temporaires de pêche. Pendant la saison sèche de l'Amazonie, les tribus accueillent des festivals. À la saison des pluies, les familles se déplacent vers les villages sur les hauteurs. Ils emploient des techniques d'agriculture sur brûlis. Les hommes sont seuls à gérer les prises de décisions collectives et les négociations avec les groupes extérieurs, tels que les ONG.
La peinture corporelle est un art très répandu et reste l'apanage de femmes spécialisées, qui emploient des peintures à base de jus de genipapo, de charbon de bois et de roucou (colorant rouge). Autant d'hommes que de femmes tressent des paniers, tandis que seules les femmes créent la céramique. De plus, les Carajás excellent dans le travail de la plume.

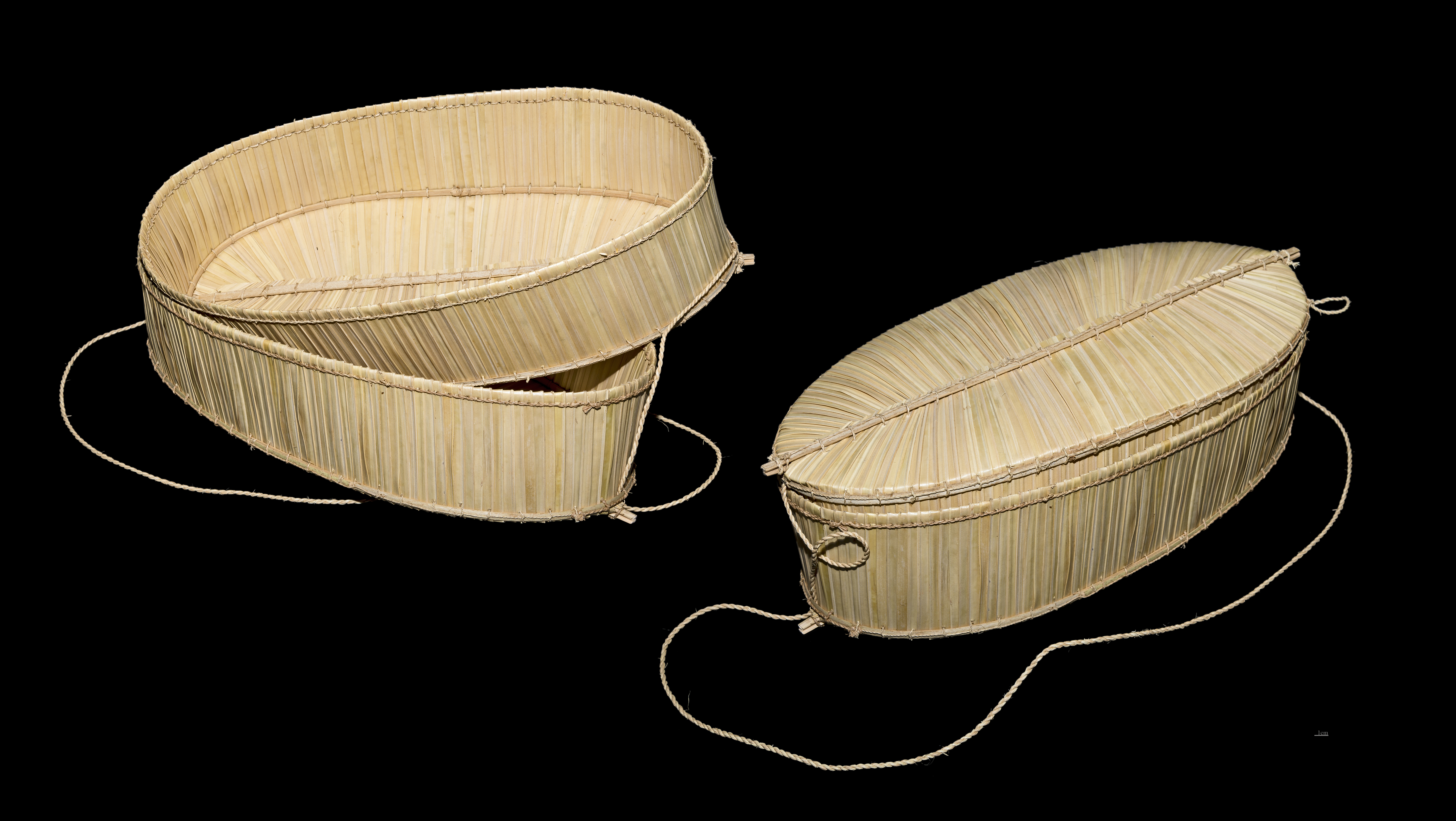
Panier Warabahu
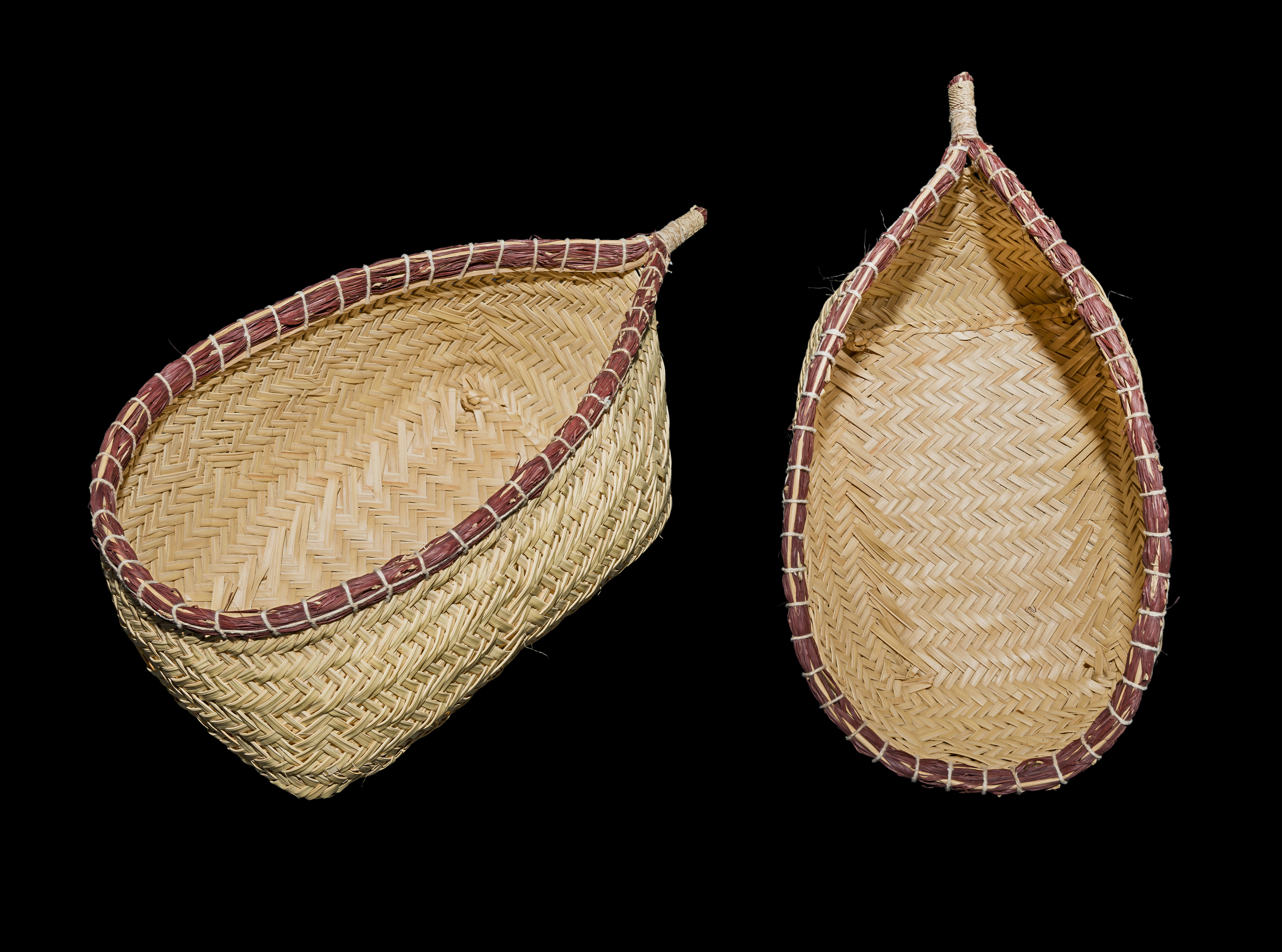
Panier tarirana
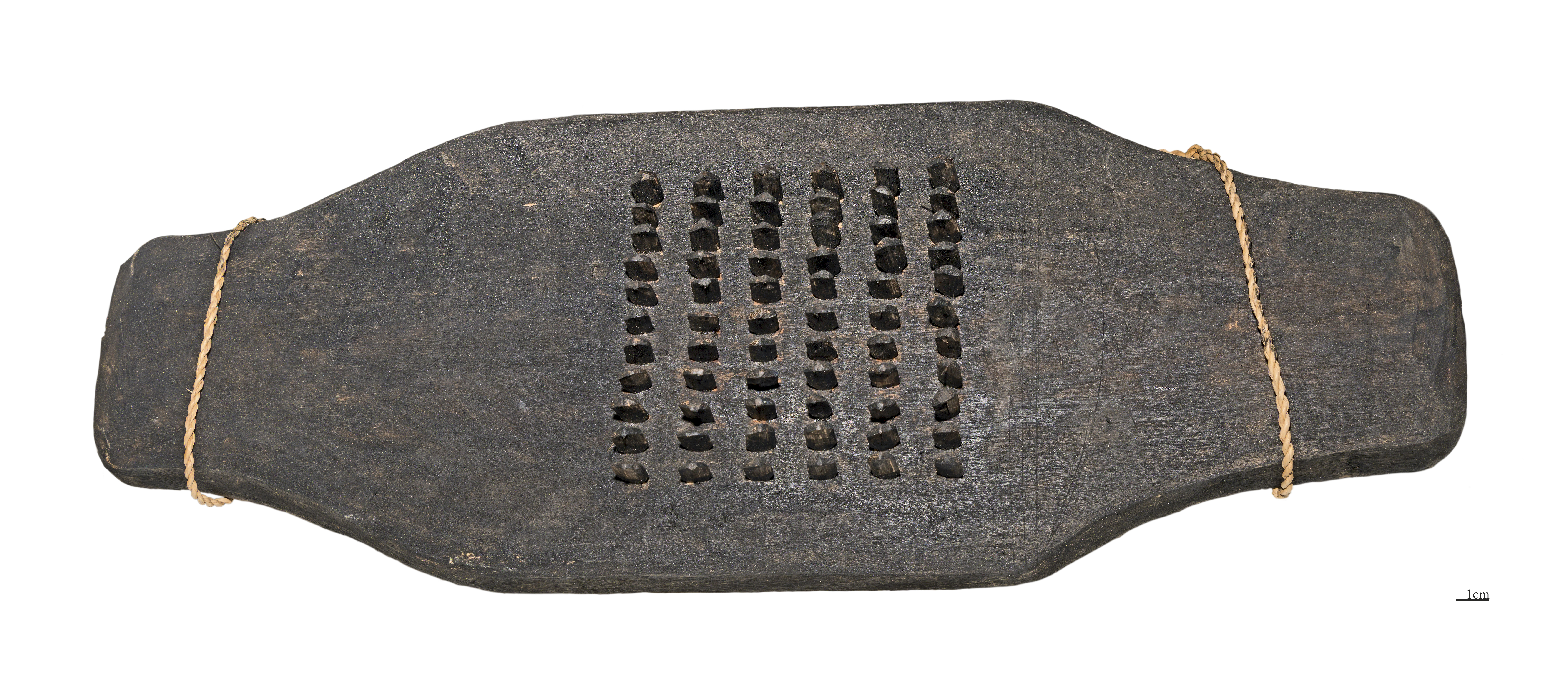
Rape à manioc
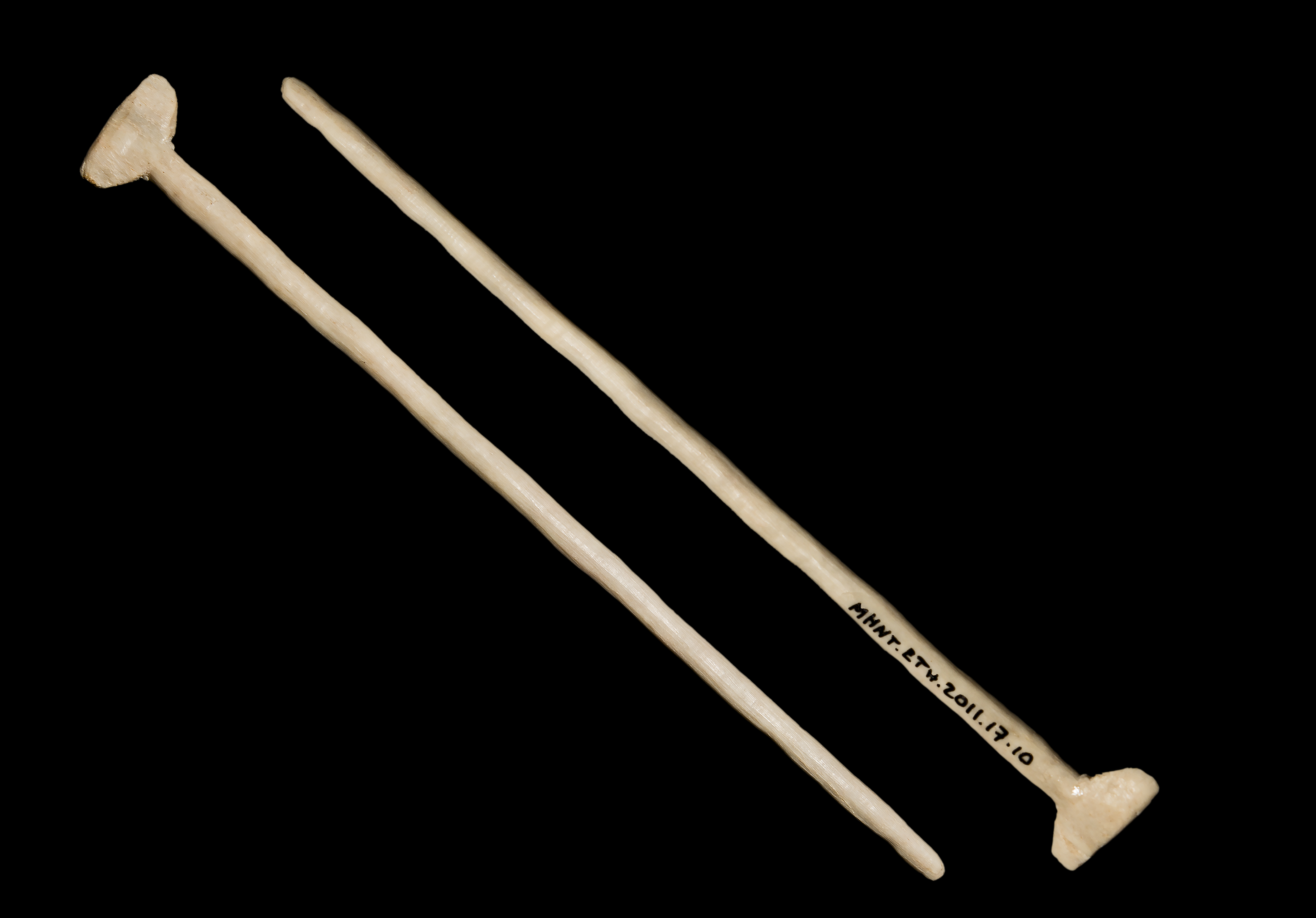
Labret
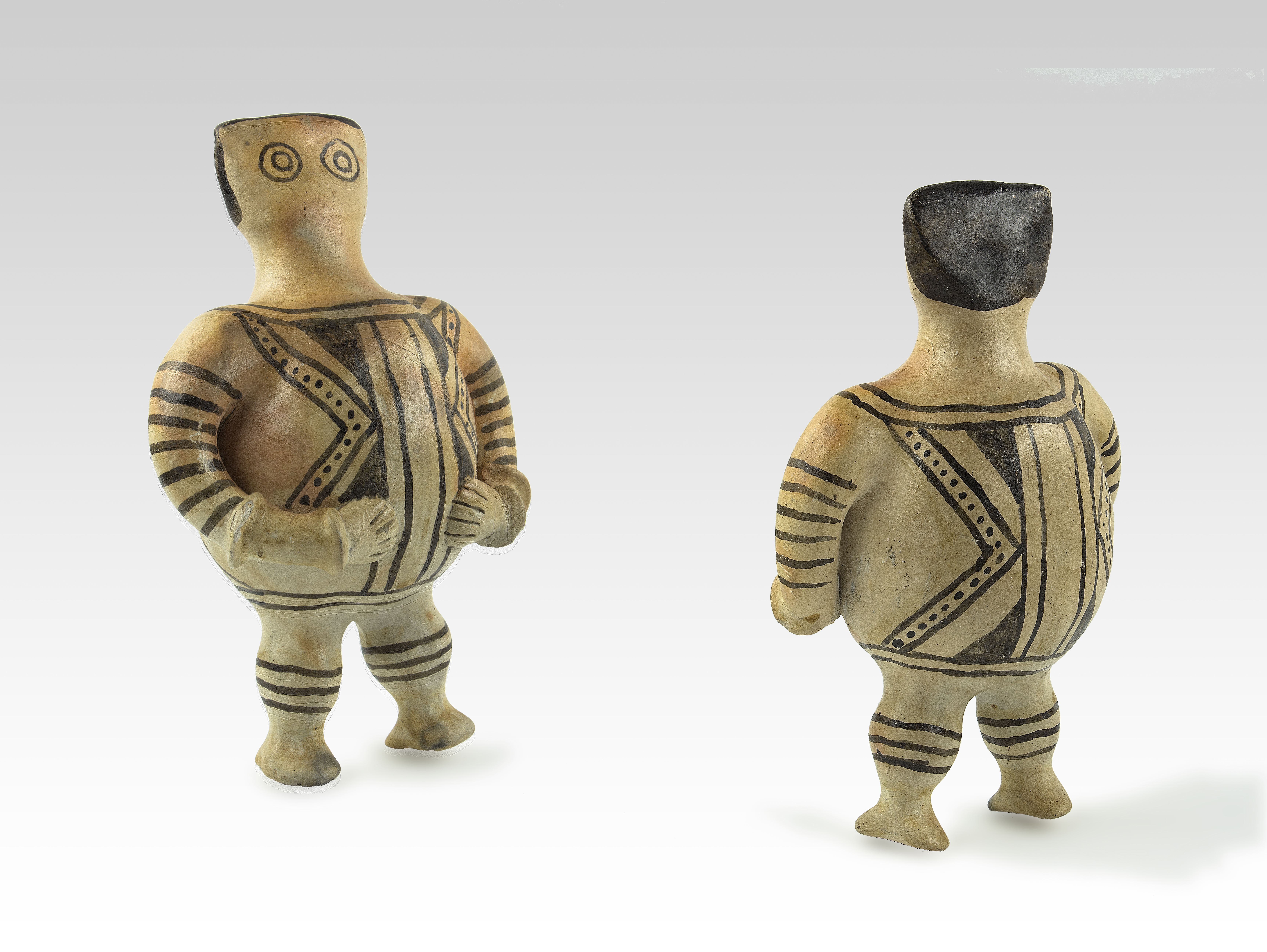
Statuette en céramique
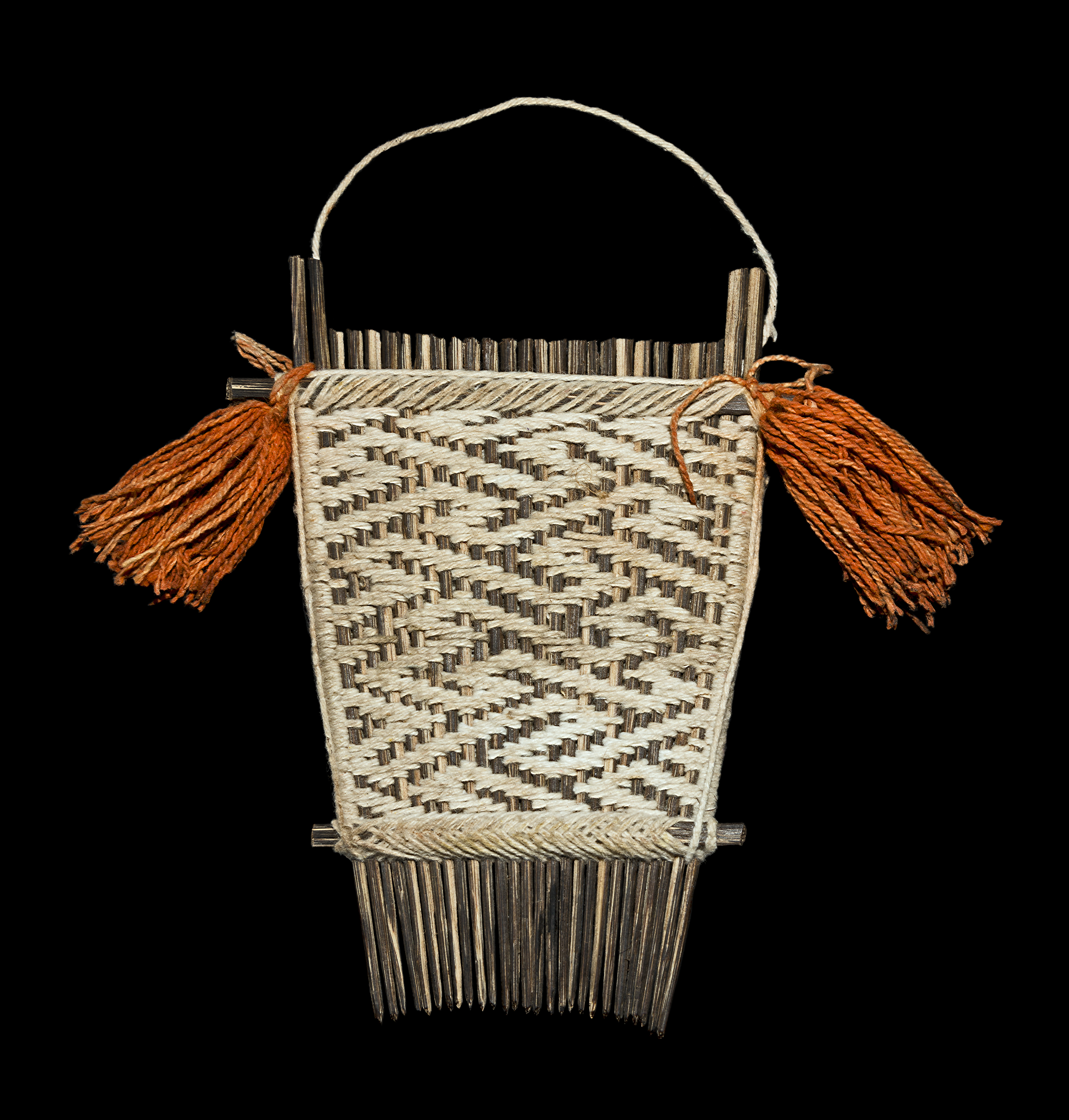
Peigne Siho MHNT
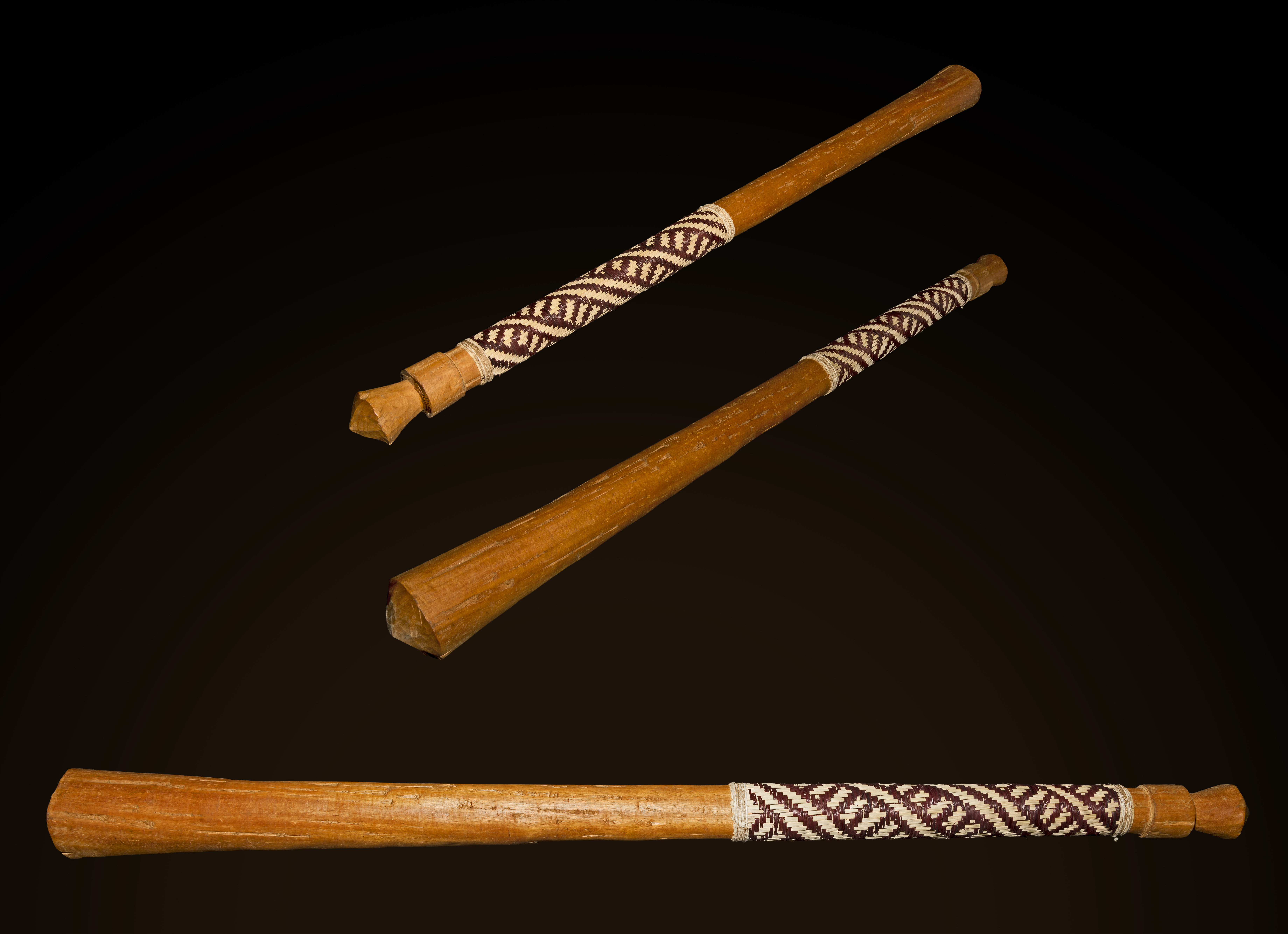
Massue "Otote" MHNT
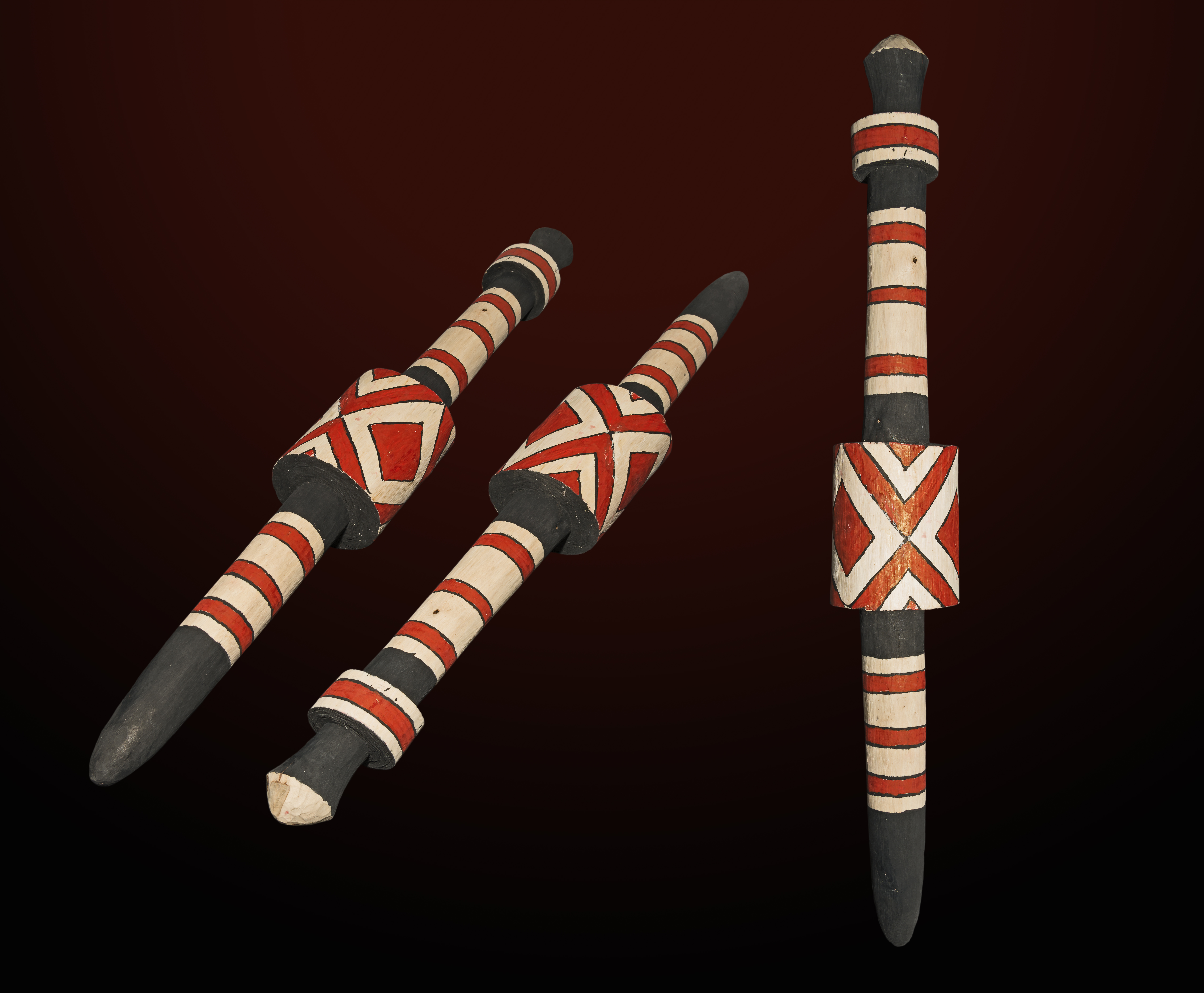
Pieux funéraire "itxeo "  MHNT
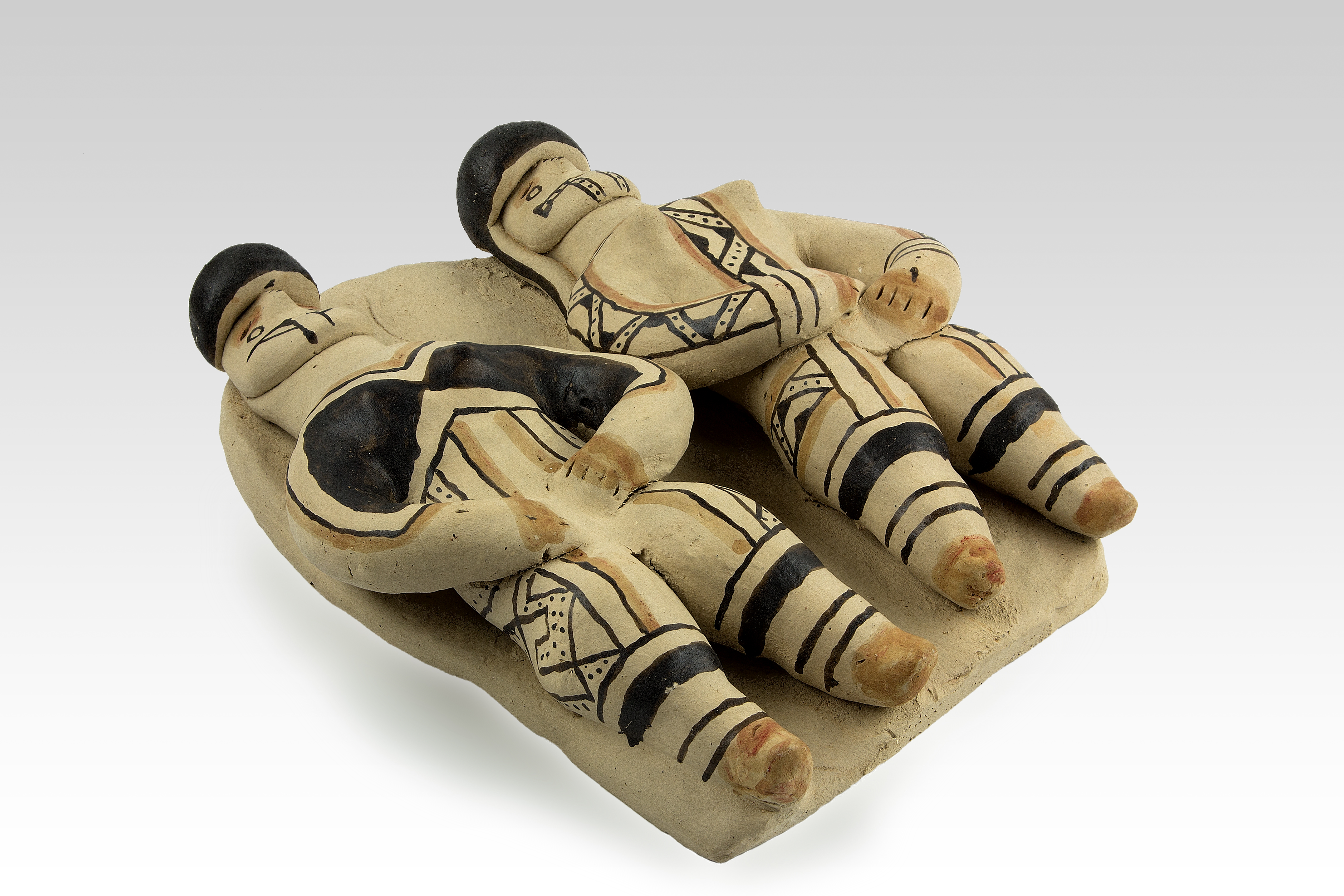
jeunes mariés sur leur natte – MHNT
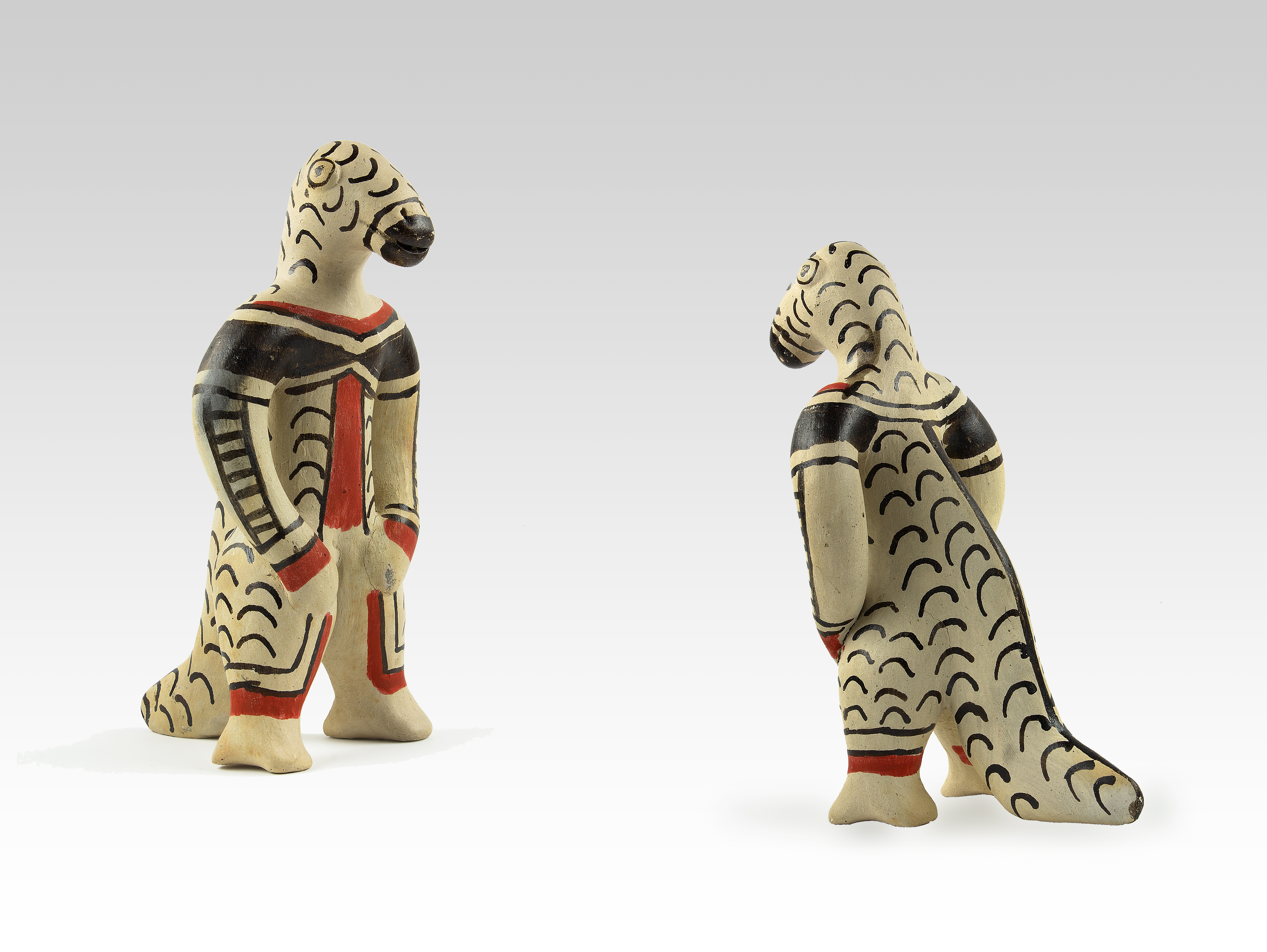
être mythique caïman – MHNT